# یواس‌اس سابالو (اس‌اس-۳۰۲)
یواس‌اس سابالو (اس‌اس-۳۰۲) (به انگلیسی: USS Sabalo (SS-302)) یک زیردریایی بود که طول آن ۳۱۱ فوت ۸ اینچ (۹۵٫۰۰ متر) بود. این زیردریایی در سال ۱۹۴۴ ساخته شد.